# WORLD-1 INTERNATIONAL
WORLD-1 INTERNATIONAL（ワールド-ワン・インターナショナル）は、日本のプロレス団体DRAGON GATEのユニットである。

## 概要

### 2012年
2月9日後楽園大会、Blood WARRIORSとJUNCTION THREEの解散マッチに敗れたJⅢの吉野正人がCIMAの呼び掛けにより敵対していたリコシェと組み始める。
3月1日後楽園大会、MAD BLANKEYから追放された土井成樹を謎の男が救出に駆け付ける。
3月3日の大阪大会でリコシェの持つオープン・ザ・ブレイブゲート王座に土井が挑戦し、630°セントーンで敗れた。しかし試合後、元BWのメンバーが土井を襲撃に来るが1日の男がまたも駆けつけピンチを救出、正体は吉野である事が明かされる。そして土井吉タッグ再結成を持ちかけ、それにPACとリッチ・スワンが加入した。
3月4日大阪大会、PACがCIMAの持つオープン・ザ・ドリームゲート王座に挑戦したがメテオラで敗れた。
3月25日の和歌山大会で土井吉が復活し、正式なユニット名"WORLD-1 INTERNATIONAL"が発表された。尚、第5試合でリコシェがKzyを相手にオープン・ザ・ブレイブゲート王座3度目の防衛に成功した。
PACが退団すると同時に、当時保有していたオープン・ザ・トライアングルゲート王座を条件付で返上（同年行われたサマーアドベンチャーリーグで優勝・王座についたチームに挑戦）
9月23日の大田区総合体育館大会で土井成樹が、10月21日の大阪府立体育会館で吉野正人がCIMAの保持するオープン・ザ・ドリームゲート王座に挑戦したが2人ともメテオラで敗れた。

### 2013年
3月3日大阪大会、吉野正人が再びCIMAの保持するドリームゲート王座に挑戦したがメテオラで敗れた。
9月12日後楽園ホール大会で土井が吉野を裏切り土井がMAD BLANKEYに加入しユニットは解散。
リッチ・スワンはユニット無所属に、残ったメンバーは鷹木信悟、戸澤陽、ウーハー・ネイションと新ユニット「MONSTER EXPRESS」を結成。

## メンバー
- 吉野正人
- しゃちほこBOY
- リコシェ
- リッチ・スワン
- ジョニー・ガルガノ

## 元メンバー
- PAC（2012年7月22日退団）
- 土井成樹（初代リーダー）（2013年9月12日脱退）

## 助っ人
- 橋本大地

## タイトル歴
- オープン・ザ・ツインゲート統一タッグ王座

第27代：土井成樹&リコシェ
（2013年7月21日獲得、2013年8月30日陥落）
- オープン・ザ・トライアングルゲート王座

第35代：土井成樹&吉野正人&PAC
（2012年5月6日獲得、2012年7月22日返上/防衛5回）
第38代：土井成樹&吉野正人&しゃちほこBOY
（2012年11月17日獲得、2012年11月23日陥落）
第40代：土井成樹&しゃちほこBOY&リッチ・スワン
（2013年3月3日獲得、2013年6月5日陥落/防衛1回）
- オープン・ザ・ブレイブゲート王座

第21代：リコシェ
（2011年11月19日獲得、2012年5月6日陥落/防衛3回）
第23代：吉野正人
（2013年5月5日獲得、2013年8月30日返上/防衛4回）
- KING OF GATE優勝

リコシェ（2013年）
- KING OF チョップ!!優勝

吉野正人（第3回/グランドチャンピオン大会）